# Cielo Latini
Cielo Latini (La Plata, provincia de Buenos Aires; 14 de junio de 1984) es una escritora argentina. Es la autora del éxito de ventas Abzurdah (2006), libro autobiográfico donde describe las diferentes situaciones por las que pasó durante su adolescencia, al padecer anorexia nerviosa y otros trastornos. En 2011 empezó a trabajar como panelista en el programa de televisión argentino Los unos y los otros, emitido por la cadena televisiva América TV. En 2012 formó parte de Cadena de noticias, un programa periodístico desestructurado con Tomás Dente, Tucu López, María Freytes y Nicolás Fazio.

## Primeros años
Cielo Latini nació en La Plata, Argentina, el 14 de junio de 1984. Durante su infancia hasta su adolescencia asistió a diversos colegios: el Instituto "Roberto Themis Speroni", el Instituto Juan Manuel Estrada, el Patris y el Colegio Corazón Eucarístico de Jesús, ubicados en La Plata. Simultáneamente estudiaba inglés y piano.

## Depresión y trastornos alimenticios
En su libro Abzurdah, reveló sus etapas bulímicas y anoréxicas. La autora creó un blog llamado mecomoamí, en el cual cientos de mujeres —ella incluida— expresaban su derecho a ser anoréxicas y lo calificaban como un "estilo de vida".
Latini culpa a su exnovio Alejandro (quien aparece en su primera novela bajo el pseudónimo de "Alejo"). Su trastorno psicológico, llamado borderline, llevó a la escritora a un intento de suicidio. Posterior a este, Latini comenzó a practicar la autoflagelación. Tenía tatuado en su antebrazo los "47 kilos" a los que se proponía llegar, siendo su peso más bajo los 45 kilos. Actualmente sobre el 47 se tatuó un corazón ya que "Solamente el amor te saca de las cosas horribles", confesó. También posee otro en la cintura, con el nombre de una canción de Pulp, "Anorexic Beauty" y dos en sus antebrazos hechos en el año 2016. Latini dice haber pasado varias semanas alimentándose sólo de agua, manzanas y cigarrillos bajo la permanente inseguridad personal y una extenuante lucha por alcanzar una perfección idealizada.

## Estudios
Cielo Latini estudió periodismo en la Universidad Católica Argentina (UCA). Sin embargo, dejó la carrera y comenzó la de hotelería hasta decidir que quería ser productora de televisión. Luego decidió ser azafata, pero poco más tarde comenzó a escribir Abzurdah.

## Carrera literaria
Abzurdah es el primer libro de la autora. En este narra sus experiencias de adolescente, las que ella califica como "su descenso a los infiernos". La primera publicación, con un tiraje de 5000 ejemplares, se agotó en pocos días, lo que la convirtió en un bestseller. El libro fue especialmente popular entre adolescentes. En Argentina se vendieron más de 260.000 ejemplares.
La autora promocionó el libro en los medios, para lo cual viajó a Estados Unidos, México, Bolivia, Perú, Venezuela, El Salvador, Guatemala, Colombia, Ecuador y Chile.
Abzurdah ha sido traducido al portugués, y las primeras ediciones fueron agotadas en Brasil. También se ha hecho la versión en español para España, donde fue un éxito en ventas.
En 2010, se lanzó Chubasco, el segundo libro de Latini.
En el año 2015 Abzurdah fue llevada al cine, en la película homónima dirigida por Daniela Goggi y protagonizada por la China Suárez y Esteban Lamothe.
En el año 2019 se editó su tercera novela, Adiós.

## Vida personal
Entre 2006 y 2013 estuvo en pareja con el periodista Rolando Graña, 24 años mayor que ella, a quien conoció cuando él le realizó una entrevista para su programa de televisión.
Se casaron en 2010 y tuvieron dos hijas: Adolfina, nacida en 2008, y Cordelia, nacida en 2010. En el año 2013 se divorciaron.